# Parc national de Tsimanampetsotsa
Le parc national de Tsimanampetsotsa alias parc national Tsimanapesotse est un parc national de Madagascar créé en 2002. Situé dans la province de Tuléar, il dispose d'une superficie de 43 200 hectares autour du seul lac salé du pays, le lac Tsimanampetsotsa. Entre 75 et 90 % de sa faune et sa flore sont endémiques. Le parc national de Tsimanampesotse est un des premiers sites Ramsar de Madagascar.

## Localisation et accès
Le parc national de Tsimanampetsotsa est situé à environ 90 kilomètres au Sud de la ville de Toliara (Sud-ouest de Madagascar). Cette aire protégée est à 60 kilomètres au Sud d'Anakao qui est un site balnéaire apprécié par beaucoup de touristes.
Toliara, qui est la ville la plus proche, est desservie par un vol de la compagnie aérienne Air Madagascar. Deux voies d'accès mènent au parc au départ de Toliara : la voie terrestre  et la voie maritime. La première consiste à remonter la RN7 jusqu'au niveau de la commune d'Andranovory. Puis de là, il faudrait suivre la RN10 pour atteindre Betioky. En continuant vers le Sud, on arrive au croisement de Befaha où un panneau de signalisation affiche la distance (102 km) qui reste à parcourir avant d'arriver au parc. Arrivé au croisement, on bifurque à droite et l'on continue jusqu'à atteindre Beheloke. Ce trajet réserve de belles surprises (baobabs, lémuriens, oiseaux). De Beheloke, on prend la direction du Sud pour arriver au village d'Efoetse où se situe le bureau d'accueil du parc.
La voie maritime, qui est de loin le plus rapide, consiste en un trajet en vedette rapide (fréquence journalière) de Toliara vers Anakao. Puis d'Anakao, on emprunte la route sableuse pour environ une heure et demie pour arriver sur Efoetse.

## Histoire
En 1927, le site a été classé réserve naturelle intégrale. La réserve a été reconnue parc national en 2002.
Le 25 septembre 1998, le lac Tsimanampetsotsa faisant partie du parc est devenu le premier site Ramsar de Madagascar,.
Le parc est inscrit en septembre 2023 sur la liste du patrimoine mondial de l'UNESCO, au titre des forêts sèches de l'Andrefana.

## Paysages
Le parc national de Tsimanampetsotsa peut se décrire suivant quatre zones de paysages homogènes. Une forêt épineuse sur le plateau calcaire de Mahafaly, un lac salé et plusieurs grottes et avens constituent le parc national.

### Le lac Tsimanampetsotsa et ses abords
Le lac Tsimanampetsotsa est un lac salé deMadagascar situé dans la région d'Atsimo-Andrefana, l'ancienne province de Tuléar.

### Le plateau Mahafaly
C'est un ensemble calcaire qui abrite de nombreux phénomènes karstiques
L'aire protégée de Tsinjoriake longe le bord de mer au sud de Toliara.
Le plateau mahafaly se rapproche de la côte au niveau du villa de Belaza. Il est remarquable par un cirque creusé dans le calcaire et qui montre une belle couleur orangée.
Au sommet nous avons croisé une petit Rubiaceae à fleurs blanches et fruits rouge vif:Jovetia humilis Guédès

## Biodiversité
Le parc national de Tsimanampetsotsa abrite une richesse faunique:

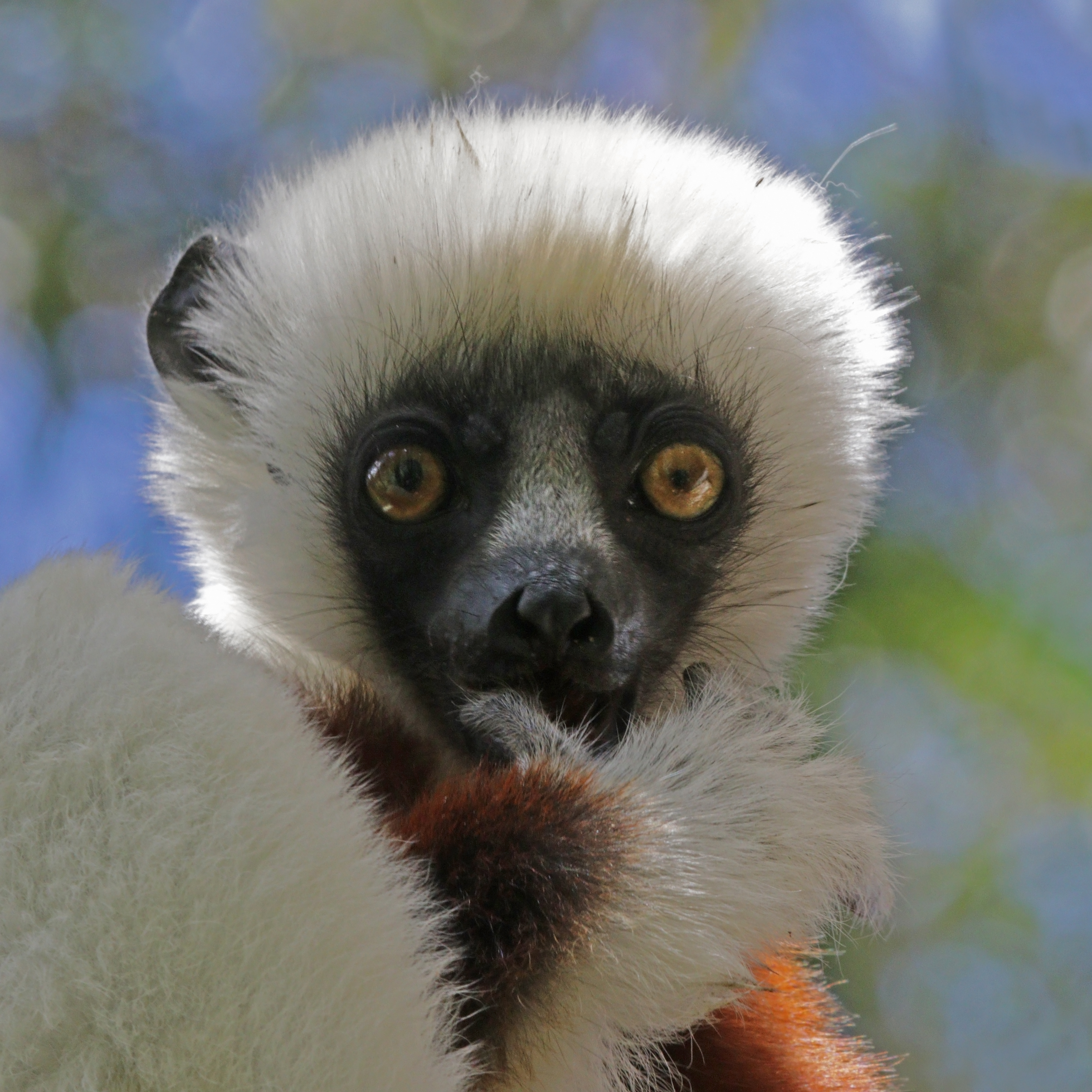
Sifaka

- 8 espèces de lémuriens dont une en danger critique (le sifaka) et deux en danger (comme le maki)
- 124 espèces d'oiseaux dont 2 en danger (le grèbe malgache) et 2 vulnérables
- 53 espèces de reptiles dont 2 endémiques locales, 1 étant en danger; 2 espèces de tortues en danger critique et 4 autres espèces de reptiles vulnérables
- 4 espèces d'amphibiens
- 3 espèces carnivores dont 1 endémique locale en danger et une espèce vulnérable (comme le fosa)
- 9 espèces de chauves-souris dont une vulnérable
- Autres 9 espèces de mammifères
- 222 espèces de plantes: 180 endémiques de Madagascar (81 %) : 2 en danger critique et 2 en danger; 5 endémiques locales (3 %)

## Pressions et menaces
Le parc national abrite des tortues radiées (Astrochelys radiata). Cependant, l'exploitation des tortues radiées pour la consommation locale et le trafic illégal menace le fonctionnement du Parc.
Autres pressions:  
- coupe sélective d’arbres forestiers pour la construction,
- feux de brousse,
- défrichement.